# چن وی-چن
چن وی-چن (انگلیسی: Chen Wei-chen؛ زادهٔ ۲۴ مهٔ ۱۹۶۶) بازیکن بیسبال اهل تایوان است.